# Eustomias
Eustomias är ett släkte av fiskar. Eustomias ingår i familjen Stomiidae.

## Dottertaxa tillEustomias, i alfabetisk ordning[1]
- Eustomias achirus
- Eustomias acinosus
- Eustomias aequatorialis
- Eustomias albibulbus
- Eustomias appositus
- Eustomias arborifer
- Eustomias australensis
- Eustomias austratlanticus
- Eustomias bertelseni
- Eustomias bibulboides
- Eustomias bibulbosus
- Eustomias bifilis
- Eustomias bigelowi
- Eustomias bimargaritatus
- Eustomias bimargaritoides
- Eustomias binghami
- Eustomias bituberatus
- Eustomias bituberoides
- Eustomias borealis
- Eustomias braueri
- Eustomias brevibarbatus
- Eustomias bulbiramis
- Eustomias bulbornatus
- Eustomias cancriensis
- Eustomias cirritus
- Eustomias contiguus
- Eustomias crossotus
- Eustomias crucis
- Eustomias cryptobulbus
- Eustomias curtatus
- Eustomias curtifilis
- Eustomias danae
- Eustomias decoratus
- Eustomias dendriticus
- Eustomias deofamiliaris
- Eustomias digitatus
- Eustomias dinema
- Eustomias dispar
- Eustomias dubius
- Eustomias elongatus
- Eustomias enbarbatus
- Eustomias filifer
- Eustomias fissibarbis
- Eustomias flagellifer
- Eustomias furcifer
- Eustomias gibbsi
- Eustomias grandibulbus
- Eustomias hulleyi
- Eustomias hypopsilus
- Eustomias ignotus
- Eustomias inconstans
- Eustomias insularum
- Eustomias intermedius
- Eustomias interruptus
- Eustomias ioani
- Eustomias jimcraddocki
- Eustomias kreffti
- Eustomias lanceolatus
- Eustomias leptobolus
- Eustomias lipochirus
- Eustomias longibarba
- Eustomias longiramis
- Eustomias macronema
- Eustomias macrophthalmus
- Eustomias macrurus
- Eustomias magnificus
- Eustomias medusa
- Eustomias melanonema
- Eustomias melanostigma
- Eustomias melanostigmoides
- Eustomias mesostenus
- Eustomias metamelas
- Eustomias micraster
- Eustomias micropterygius
- Eustomias minimus
- Eustomias monoclonoides
- Eustomias monoclonus
- Eustomias monodactylus
- Eustomias multifilis
- Eustomias obscurus
- Eustomias orientalis
- Eustomias pacificus
- Eustomias parini
- Eustomias parri
- Eustomias patulus
- Eustomias paucifilis
- Eustomias paxtoni
- Eustomias perplexus
- Eustomias pinnatus
- Eustomias polyaster
- Eustomias posti
- Eustomias precarius
- Eustomias problematicus
- Eustomias pyrifer
- Eustomias quadrifilis
- Eustomias radicifilis
- Eustomias satterleei
- Eustomias schiffi
- Eustomias schmidti
- Eustomias silvescens
- Eustomias similis
- Eustomias simplex
- Eustomias spherulifer
- Eustomias suluensis
- Eustomias tenisoni
- Eustomias tetranema
- Eustomias teuthidopsis
- Eustomias tomentosis
- Eustomias trewavasae
- Eustomias triramis
- Eustomias uniramis
- Eustomias variabilis
- Eustomias vitiazi
- Eustomias woollardi
- Eustomias vulgaris
- Eustomias xenobolus